# Fains
Fains é uma comuna francesa na região administrativa da Normandia, no departamento de Eure. Estende-se por uma área de 3,78 km². Em 2010 a comuna tinha 449 habitantes (densidade: 118,8 hab./km²).